# Die Welt zu Gast bei Freunden

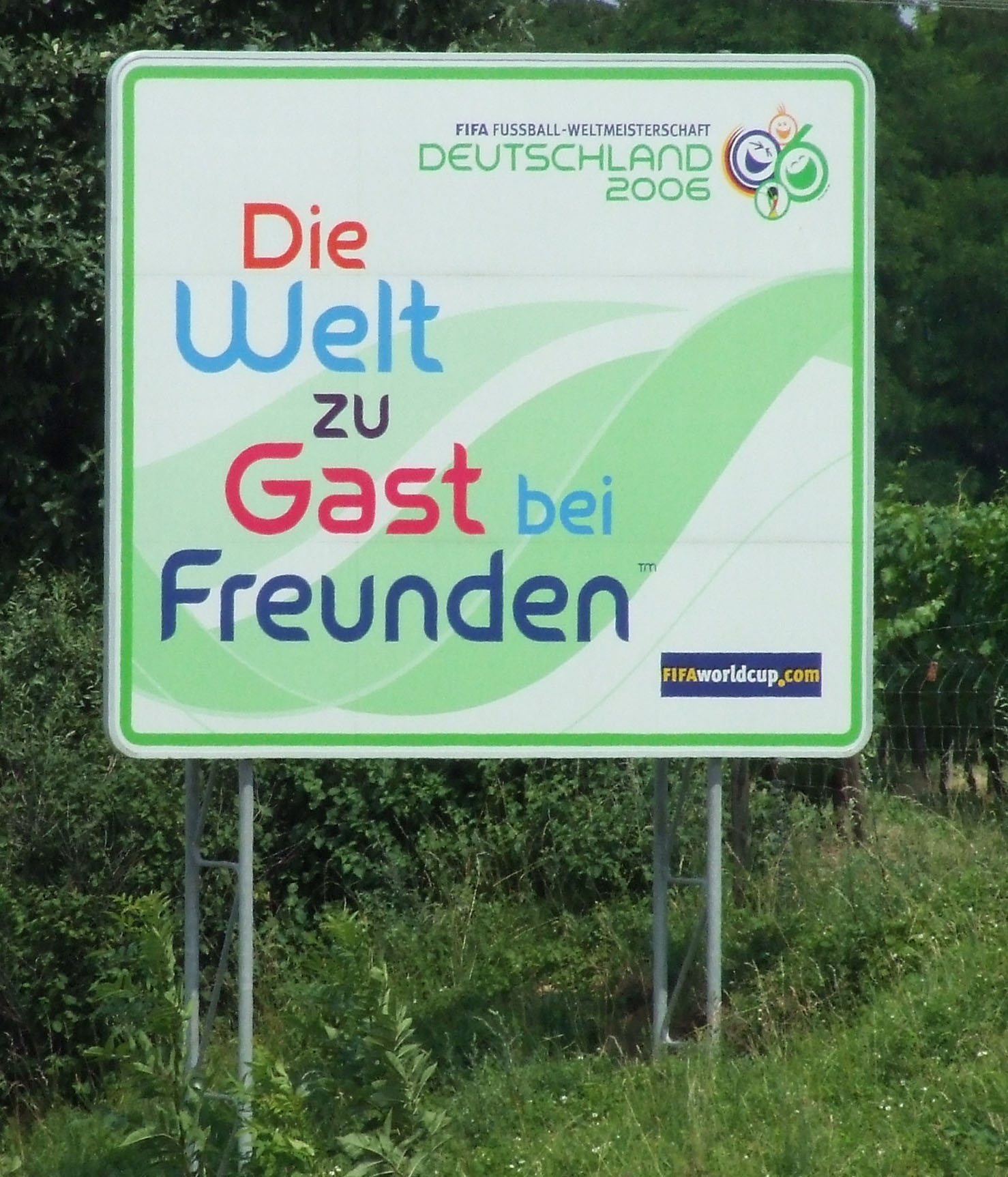
Hinweisschild Die Welt zu Gast bei Freunden™ an der A 63.

Die Welt zu Gast bei Freunden war das offizielle Motto der Fußball-Weltmeisterschaft 2006, die vom 9. Juni bis zum 9. Juli 2006 in Deutschland ausgetragen wurde. Der Slogan für die WM-Endrunde wurde am 19. November 2002 im FIFA-WM-Stadion Gelsenkirchen vorgestellt. Er sollte die Verbundenheit der Deutschen mit dem Sport und ihre Gastfreundschaft ausdrücken.
Ersonnen hatte den Slogan André Heller, der zunächst für das Rahmenprogramm der Spiele gewonnen worden war, sich jedoch schon vor den Spielen mit dem Veranstalter, der FIFA, überwarf.

## Übersetzungen

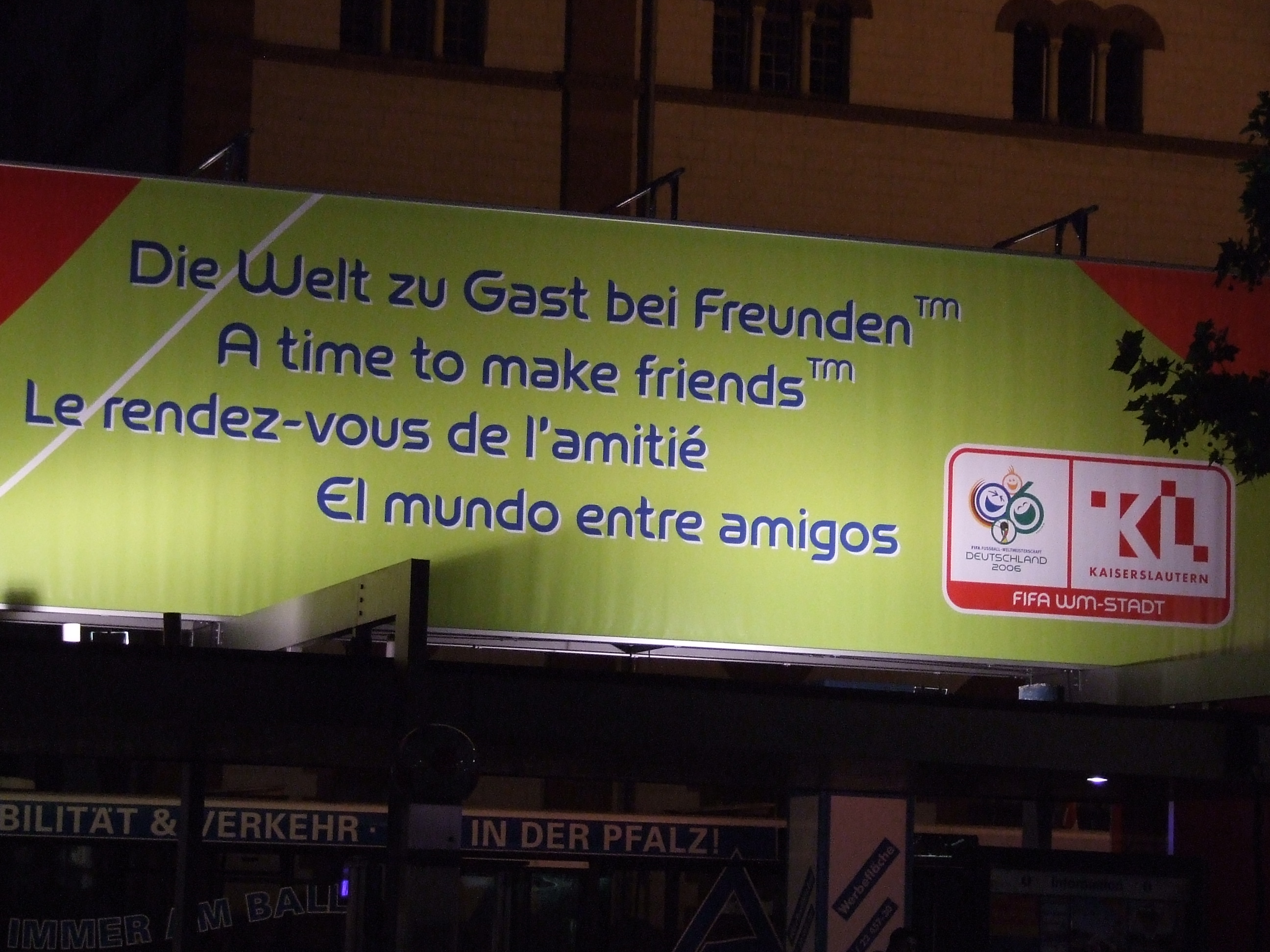
Slogan in vier Sprachen an einer Bushaltestelle bei Nacht in Kaiserslautern

Neben dem deutschen Satz gab es etwas freiere Übersetzungen in andere Sprachen:
- englisch: A time to make friends™  (deutsch etwa: Eine Zeit, Freundschaften zu schließen)
- französisch: Le rendez-vous de l'amitié (deutsch etwa: Das Treffen der Freundschaft)
- spanisch: El mundo entre amigos (wortwörtlich: "Die Welt bei Freunden")

Der Slogan wurde außerdem in lokale Dialekte übersetzt, so findet sich auf den Plastikbechern des Fan Fests Hamburg die plattdeutsche Variante: De Welt to Gast bi Frünn

## Verwendung

### Hinweistafeln an Autobahnen
Das Bundesverkehrsministerium entwickelte in Abstimmung mit dem WM-Organisationskomitee Informationstafeln für die Bundesautobahnen. Insgesamt wurden
- 55 Willkommenstafeln an den Bundesgrenzen (Aufdruck Willkommen, Welcome sowie in der Landessprache des jeweiligen Nachbarlandes),
- 51 Infotafeln (Die Welt zu Gast bei Freunden) und
- 19 Infotafeln (A time to make friends)

hergestellt. Die Kosten für die Willkommenstafeln trug der Bund, die Informationstafeln wurden von der FIFA finanziert.

### Motto in der Philatelie
Die Deutsche Post AG brachte am 9. Februar 2006 fünf Zuschlagsbriefmarken Für den Sport heraus, wovon sich vier auf die Fußball-Weltmeisterschaft 2006 bezogen. Auf den Marken steht zwar das Motto nicht, allerdings war es an den sogenannten Eckrandstücken und auf den Ersttagsstempeln von Bonn (Stempelinschrift) und Berlin (Stempelumrandschrift) vermerkt.

Bonn
Zuschlagsbriefmarken mit Ersttagsstempel Bonn, mit dem Motto:
Die Welt …
… zu Gast …
… bei Freunden™.

Berlin
Deutsche Flaggen und Flutlichtanlage
Eröffnungsspiel der FIFA-WM 2006 im FIFA-WM-Stadion München am 9. Juni 2006
Finale der FIFA-WM 2006 im Berliner Olympiastadion am 9. Juli 2006
Poster der FIFA-WM 2006, mit Ersttagsstempel aus Berlin mit dem Motiv Celebrating Faces™

### Motto in der Numismatik

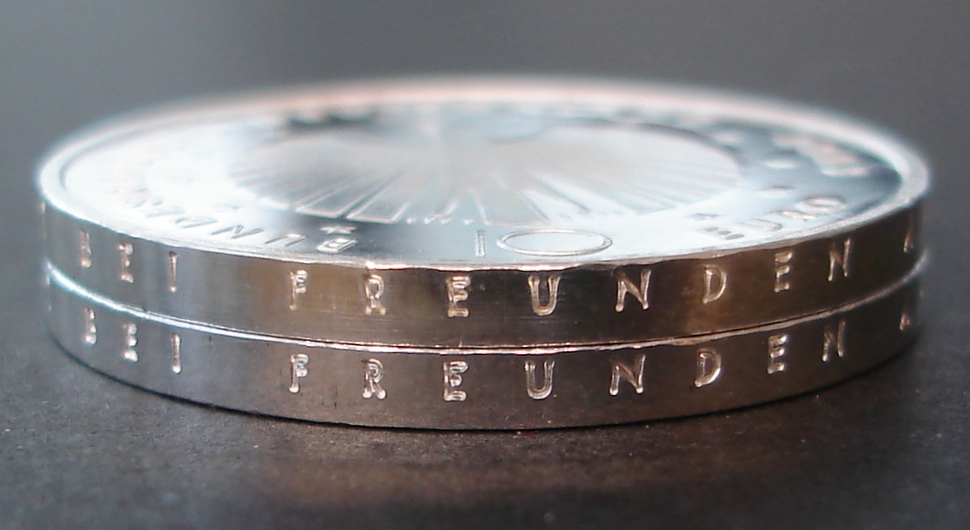
Gedenkmünzen mit Randinschrift

Der Schriftzug Die Welt zu Gast bei Freunden ist die Randschrift der deutschen silbernen WM-Gedenkmünzen.

### Dienstkleidung der Volunteers
Auf der Dienstkleidung der Volunteers stand ebenfalls auf der Rückseite A Time To Make Friends.

## Fortsetzung
Mit dem Slogan „Wiedersehen bei Freunden - welcome back“ der ebenfalls in Deutschland veranstalteten Fußball-Weltmeisterschaft der Frauen 2011 gab es eine Fortsetzung des Slogans.